# Farma wiatrowa Pakri
Farma wiatrowa Pakri – estońska farma wiatrowa zlokalizowana na Półwyspie Pakri w pobliżu miasta Paldiski.

## Historia
Farma została uruchomiona 2004 roku. Farma składa się ośmiu turbin wiatrowych Nordex N-90 o mocy 2,3 MW. o wysokości masztu 80 metrów i średnicy wirnika 90 metrów. Całkowita moc farmy wiatrowej wynosi 18,4 MW. Właścicielem farmy wiatrowej Pakri była  AS Vardar Eurus należąca od 2018 roku do norweskiego koncernu energetycznego Nelja Energia. Nelja Energia jest też właścicielem 9 turbin na pobliskiej farmie wiatrowej Paldiski. Wszystkie turbiny wiatrowe zajmują powierzchnię około 46 hektarów. Producentem zainstalowanych turbin wiatrowych jest GE Wind Energy GmbH, spółka dużej amerykańskiej grupy GE mająca siedzibę w Niemczech. Farma zaczęła działalność w czerwcu 2005 roku. Koszt budowy farmy wyniósł 24 mln euro.